# Raduń (gmina)
Raduń – dawna gmina wiejska istniejąca do 1939 roku w województwie nowogródzkim w Polsce (obecnie na Białorusi). Siedzibą gminy było miasteczko Raduń (1254 mieszk. w 1921 roku).
W okresie międzywojennym gmina Raduń należała do powiatu lidzkiego w woj. nowogródzkim. 11 kwietnia 1929 roku do gminy Raduń przyłączono część obszaru zniesionej gminy Mackiszki. 19 maja 1930 do gminy Raduń przyłączono część obszaru zniesionej gminy Koniawa.
Po wojnie obszar gminy Raduń został odłączony od Polski i włączony do Białoruskiej SRR. 
Według spisu powszechnego z 1921 roku liczba ludności wynosiła 9524 z czego 6646 stanowili Polacy (69,8%), 2293 Litwini (24,1%), 477 Żydzi (5%), 101 Białorusini (1,1%).